# Akropolis-Turnier 2001
Die 15. Auflage des Akropolis-Basketball-Turniers 2001 fand zwischen dem 21. und 23. August 2001 im Vorort Marousi von Athen statt. Ausgetragen wurden die insgesamt sechs Spiele in der Olympiahalle.
Neben der gastgebenden Griechischen Nationalmannschaft nahmen auch die Nationalmannschaften aus Italien und Litauen teil. Das Teilnehmerfeld komplettierte die Nationalmannschaft aus Jugoslawien, die nur wenige Wochen Später bei der Europameisterschaft in der Türkei die Goldmedaille gewinnen konnte.
Zu den Stars des Akropolis-Turniers 2001 gehörten neben dem Griechen Theodoros Papaloukas die Jugoslawen Dejan Bodiroga, Marko Jarić, und Peja Stojaković, Denis Marconato aus Italien sowie Šarūnas Jasikevičius, Ramūnas Šiškauskas und Darius Songaila aus Litauen.
Als MVP des Turniers wurde der Italiener Gregor Fučka ausgezeichnet.

## Begegnungen
| 21. August 2001 | Jugoslawien  | 96 - 81 | Litauen      |
| 21. August 2001 | Italien      | 70 - 66 | Griechenland |
| 22. August 2001 | Litauen      | 75 - 69 | Italien      |
| 22. August 2001 | Griechenland | 71 - 58 | Jugoslawien  |
| 23. August 2001 | Italien      | 68 - 67 | Jugoslawien  |
| 23. August 2001 | Griechenland | 75 - 73 | Litauen      |

## Tabelle
| Rang | Land         | Punkte | Körbe   |
| ---- | ------------ | ------ | ------- |
| 1    | Italien      | 5      | 207-208 |
| 2    | Griechenland | 5      | 212-201 |
| 3    | Jugoslawien  | 4      | 221-220 |
| 4    | Litauen      | 4      | 229-240 |